# Susie et les Baker Boys
Pour plus de détails, voir Fiche technique et Distribution.
Susie et les Baker Boys (The Fabulous Baker Boys) est un film américain, écrit et réalisé par Steven Kloves, sorti en 1989.

## Synopsis
C'est l'histoire de deux frères, Jack et Frank Baker qui font des spectacles en duo dans les petits clubs de Seattle. Un jour, ils engagent Susie Diamond, une chanteuse, pour actualiser leur numéro, mais la jeune femme cause bientôt des dissensions entre les deux frères.

## Fiche technique
- Titre original : The Fabulous Baker Boys
- Réalisation : Steven Kloves
- Scénario : Steven Kloves
- Production : Mark Rosenberg et Paula Weinstein
- Musique : Dave Grusin
- Photo : Michael Ballhaus
- Montage : William Steinkamp
- Pays de production :  États-Unis
- Langue : anglais
- Format : 1.85 :1 - 35 mm
- Genre  : Comédie dramatique, film musical et romance
- Durée : 114 minutes
- Dates de sortie :
  - États-Unis : 13 octobre 1989
  - France : 7 mars 1990

## Distribution
- Michelle Pfeiffer  (VF : Emmanuèle Bondeville) : Susie Diamond
- Jeff Bridges  (VF : Patrick Floersheim) : Jack Baker
- Beau Bridges  (VF : Mario Santini) : Frank Baker
- Ellie Raab : Nina
- Xander Berkeley : Lloyd
- Dakin Matthews  (VF : Jean Berger)  : Charlie
- Ken Lerner : Ray
- Albert Hall : Henry
- Jennifer Tilly : Monica Moran / Blanche
- Gregory Itzin : Vince Nancy

## Récompenses et distinctions
Le film fut nommé pour quatre Oscars :
- Oscar de la meilleure actrice : Michelle Pfeiffer
- Oscar de la meilleure photographie,
- Oscar du meilleur montage
- Oscar de la meilleure musique de film.